# Final Fantasy X
Pour les articles homonymes, voir FFX et FF10.
Final Fantasy X (ファイナルファンタジーX, fainaru fantajī X, souvent abrégé en FFX), est le dixième épisode canon de la série de jeux de rôle Final Fantasy, et le premier épisode sorti sur la PlayStation 2 de Sony. Le titre sort au Japon le 19 juillet 2001, aux États-Unis le 18 décembre 2001, en Europe le 29 mai 2002,,, puis en Corée du Sud le 4 juin 2002. Il s'agit du premier jeu de la série à être édité en Corée.
Final Fantasy X/X-2 HD Remaster, une compilation réunissant le jeu et sa suite Final Fantasy X-2, sort le 21 mars 2014 sur PlayStation 3 et PlayStation Vita. Elle comprend les deux jeux dans leurs éditions internationales, et propose un contenu inédit en Europe avec l'épisode The Last Mission pour Final Fantasy X-2.
Le 15 mai 2015 une version remasterisée en Full HD (1080p) sort sur PlayStation 4 ; ainsi que le 12 mai 2016 sur PC (disponible en téléchargement sur le site de Square Enix et sur la plateforme Steam). La compilation sort également le 16 avril 2019 sur Nintendo Switch et Xbox One.
Succès critique et commercial, Final Fantasy X s'est vendu de par le monde à plus de 8,05 (chiffres de 2009) millions d'unités et est le deuxième plus vendu de la série derrière Final Fantasy VII. La compilation avoisine les 1,5 million d'exemplaires vendus ce qui constitue le remake HD le plus vendu toutes plateformes confondues. Il fait partie des trente jeux vidéo les plus vendus de tous les temps et possédait, à l'époque, le record du jeu le plus vendu en l'espace d'une journée avec 1 455 732 copies vendues[réf. souhaitée]. Les lecteurs du magazine Famitsu l'ont sacré meilleur jeu de tous les temps en 2006.
À l'origine, le développeur Square prévoit d'agrémenter Final Fantasy X de fonctions en ligne (guide, forums…) accessibles via PlayOnline, mais le projet est abandonné car prématuré. Final Fantasy X est aussi le premier jeu de la série à proposer des voix.

## Trame

### Un monde: Spira
Spira est le nom donné au monde de Final Fantasy X. Il est composé de deux continents reliés par un isthme et de quelques îles. Il y a 1 000 ans, une guerre terrible avait lieu entre 2 cités machines ultra développées. À l'apogée de ce conflit, dans une course à la technologie et à la création de machine toujours plus puissantes et sophistiquées apparut Sin, une entité surnaturelle surpuissante, qui mit un frein à toute avancée technologique et à cette guerre et qui depuis dévaste Spira régulièrement.
Spira est un monde où les machines et la haute technologie étaient omniprésentes il y a un millénaire, mais où la situation a changé ; le monde contient dorénavant peu de technologie, dont l'usage est très limité et contrôlé, et plus de magie. Le joueur évolue donc très souvent dans des décors axés sur les éléments naturels (forêts, plaines). Les monstres gardent l'aspect des précédents épisodes de la série : on retrouve des élémentaires, des animaux mutants, des bombes volantes…
Le blitzball est un sport pratiqué dans l'univers de Final Fantasy X, consistant en un mélange de handball, de football, et de water-polo, le tout se jouant sous l'eau.

### Les personnages

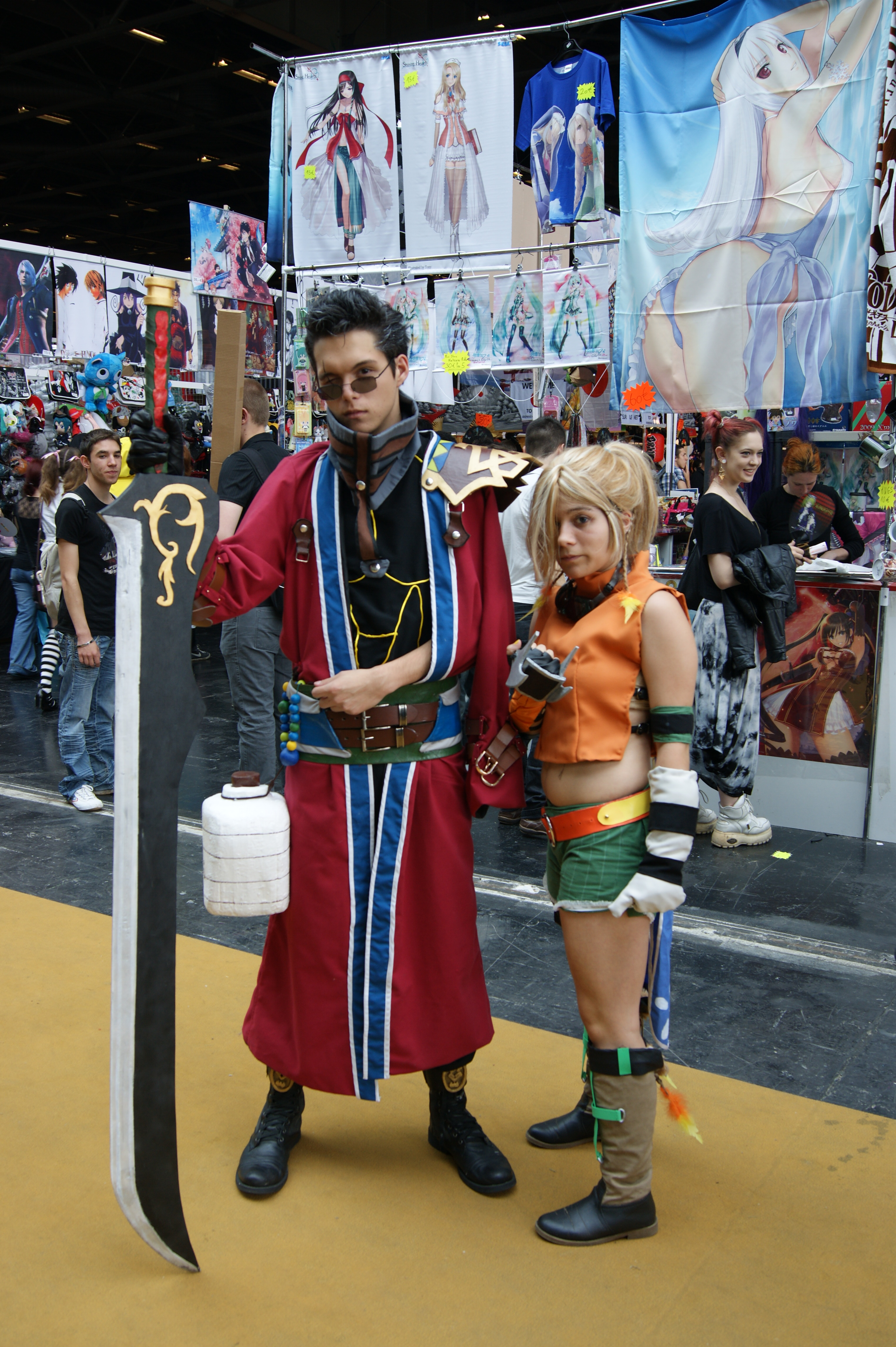
Cosplay d'Auron (à gauche) et Rikku (à droite) à Japan Expo 2012.

L'équipe contrôlée par le joueur est composée de sept personnages.
- Tidus est un jeune homme de 17 ans et un membre de l'équipe de blitzball des Zanarkand Abes. Impulsif et énergique, Tidus ne manque jamais une occasion de se faire remarquer. Mais en réalité cette gaieté cache une profonde blessure : l'abandon par son père Jecht, star de blitzball lui aussi, qui a disparu un jour sans laisser de trace 10 ans auparavant. Alors que Tidus se rend à un match de blitzball, Sin attaque Zanarkand et parachute Tidus dans un endroit inconnu 1 000 ans dans le futur. Tidus accompagnera Yuna et son équipe à travers Spira dans le but d'anéantir Sin. Tidus est armé d'une épée.
- Yuna : Originaire de Bevelle, Yuna est la fille du Grand Invokeur Braska et elle est devenue Invokeur à son tour. Fait important, sa mère est une Al-Bhede, et c'est grâce à cela qu'elle a les yeux vairons (son œil droit est vert et celui de gauche est bleu). Yuna utilise la magie blanche et est capable d'invoquer les chimères.
- Auron est un homme assez énigmatique de 35 ans. Il a vaincu Sin dix ans auparavant aux côtés de Braska (le père de Yuna) et de Jecht (le père de Tidus). Assez peu loquace, Auron préfère laisser parler son énorme sabre, comme la fameuse Masamune.
- Wakka est âgé de 23 ans, il vit sur l'île de Besaid et joue dans l'équipe de blitzball locale, les Besaid Aurochs, en tant que capitaine et entraîneur ; son arme de combat est d'ailleurs une balle de blitzball. Wakka rencontrera Tidus sur l'île de Besaid et aura une grande affection pour lui car ce dernier lui fait penser à son frère cadet décédé, Chappu.
- Lulu est une adepte de la magie noire. Elle est pour Yuna comme une grande sœur. Elle fut deux fois gardienne avant d'accompagner Yuna pour son pèlerinage. Elle aurait été la fiancée de Chappu, le frère de Wakka, un bannisseur mort pendant la lutte contre Sin. Cela provoque quelques tensions entre les deux personnages, mais laisse présager autre chose. Quant à ses armes, elle utilise des peluches comme un Mog, un Pampa ou un Cait Sith.
- Kimahri Ronso est, comme son nom l'indique, un Ronso venant du Mont Gagazet. Jeune, il a quitté ses pairs après que quelqu'un lui a demandé de veiller sur Yuna qu'il a alors écarté de la ville de Bevelle après la victoire de son père contre Sin. Il est armé d'une lance.
- Rikku est une jeune fille espiègle de 15 ans, très différente des autres Al-Bheds. Elle manifeste un entrain particulier qui redonne souvent le moral à l'équipe. Elle est équipée d'une griffe.

Les deux antagonistes principaux du jeu sont :
- Sin n'est pas un véritable « personnage », mais une créature qui est l'allégorie des péchés (Sin signifie « péché » en anglais) commis dans le passé par les habitants de Spira. Sin revient tous les dix ans, et ne peut être vaincu que d'une seule manière : par un Invokeur qui aura invoqué l'ultime Chimère. Il n'est en réalité qu'une partie de la carapace magique d'une entité encore bien plus redoutable dénommé Yu Yevon qui lui, fusionne avec l'ultime chimère afin de créer cette carapace et ainsi qu'il renaisse tous les 10 ans.
- Seymour Guado est le guide des Guados, il est Guado par son père, Jyscal, et humain par sa mère qui, elle, est devenue priant de la chimère Anima afin qu'il se sente plus fort dans ce monde où il ne se sentira jamais bien, entre humain et Guados. Il semble s'intéresser quelque peu à Yuna mais finira par montrer son côté maléfique dans le temple de Macalania, en avouant le meurtre de son père, Jyscal Guado, puis à la sortie de la Via Purifico, en révélant ses intentions de devenir Sin pour mener Spira vers la destruction.

### Synopsis
Tidus, champion de blitzball de la ville futuriste de Zanarkand, doit participer à un tournoi organisé pour les 10 ans de la disparition de Jecht, légende du blitzball et père de Tidus. Mais en plein milieu du match, un monstre gigantesque apparaît et détruit la ville, et Tidus finit par être assommé. À son réveil, Auron, un vieil ami, lui explique la situation : ce monstre s'appelle Sin et il vient chercher Tidus. Après diverses péripéties, ils finissent par être aspirés par Sin.
Lorsqu'il se réveille, Tidus se retrouve dans des ruines inondées. Après avoir manqué de se faire tuer, il fouille les lieux et alors qu'un autre monstre l'attaque, des individus débarquent et l'aident à le tuer. Les étrangers, qui parlent une langue incompréhensible pour Tidus, l'assomment et l'emmènent avec lui.
Tidus se réveille sur un bateau, où les étrangers lui demandent un service : aider une fille de leur bande, Rikku, à explorer une épave sous-marine où il découvrira par ailleurs une cité engloutie. Peu après, elle lui explique qu'elle est une Al-Bhede et qu'ils sont dans le monde de Spira. Quand Tidus dit qu'il vient de Zanarkand, elle le prend pour un « malade ». Sin débarque alors, et Tidus disparaît dans les profondeurs abyssales.
À son réveil, il se trouve sur une plage, et voit une balle de blitzball. Après avoir montré ses talents à l'équipe qui s'entraînait là, mais affirmant toujours être de l'équipe des Zanarkand Abes, le capitaine de l'équipe Wakka, pensant qu'il était malade du mal de Sin, décide de l'amener au village proche de Besaid, à condition qu'il entraîne les joueurs de son équipe, condition acceptée par Tidus. Une fois au village, il apprend que Zanarkand est en ruines depuis 1 000 ans, et qu'il doit faire erreur. Il découvre la religion Yevon, à laquelle tous semblent adhérer. Il apprend surtout qu'un Invokeur est dans le temple de la ville depuis bientôt une journée, sans donner signe de vie. Tidus s'y rend, et entre dans la salle malgré l'interdiction. Une fois au fond du temple, les gardiens s'offusquent de la présence de Tidus, mais l'Invokeur, qui est une jeune femme, sort de la Chambre du Priant, exténuée. À l'extérieur du temple, elle invoque Valefore, une Chimère, ce qui époustoufle Tidus.
Dans la soirée, les présentations sont faites : l'Invokeur s'appelle Yuna, et l'un de ses gardiens, une femme, se nomme Lulu.
Le lendemain, Wakka invite Tidus à le suivre jusque Luca, une grande ville où il rencontrera peut-être quelqu'un qu'il connaît. Pour Wakka, c'est aussi le début du pèlerinage de Yuna, dont il est l'un des gardiens. Ainsi, Yuna et Lulu, ainsi que Kimahri, un Ronso également gardien de l'Invokeur, les accompagnent. Après être allés prier, ils se mettent en route en embarquant pour Porto Kilika.
Sur la mer, Sin attaque le bateau. Tidus, Yuna et ses gardiens défendent le navire tant qu'ils peuvent, mais l'attaque de Sin dévaste le village de Kilika, faisant nombre de morts que Yuna se charge d'envoyer dans l’Au-delà. Le lendemain, les cinq montent au temple de Kilika. À l'entrée du temple, ils rencontrent l'équipe des Luca Goers, l'équipe de blitzball championne en titre, et Dona, une autre femme Invokeur, accompagnée de Barthello, son unique gardien.
Dans le temple, Tidus doit rester à la porte, car il n'est pas gardien. Mais Dona et Barthello reviennent, et envoient Tidus dans la Salle des épreuves. Dans l'Antichambre, Wakka sermonne Tidus, mais Yuna ressort de la Chambre du priant avec une nouvelle Chimère, Ifrit. L'heure est venue de partir pour Luca.
Sur le Winno, le bateau faisant la liaison Kilika-Luca, Tidus est obsédé par les souvenirs de son père, et sa sensation à l'intérieur de Sin. Quand il en parle à Yuna, elle lui parle du Jecht qu'elle connaît, gardien de Braska avec Auron.
À Luca, Tidus réalise qu'un grand tournoi de blitzball se prépare. Il voit les autres équipes arriver, ainsi que les dirigeants de l'Église de Yevon, Mika et Seymour Guado. Il entend également dire qu'Auron serait en ville. Tidus, Yuna et Kimahri partent à sa recherche. Au bar, alors que Kimahri retrouve des Ronsos, Tidus voit que Yuna a disparu. À l'extérieur, Lulu lui révèle que des Al Bheds l'ont enlevée, et le match contre les Al Bhed Psyches commence. Wakka s'occupe du match, et Tidus, Lulu et Kimahri partent vers le bateau Al Bhed pour libérer Yuna. Après avoir détruit les machines qui la gardaient, Yuna, sauvée, explique qu'elle ne s'inquiétait pas, car elle est elle-même à moitié Al Bhede par sa mère. Lulu envoie un signal à Wakka, qui utilise ses dernières forces pour gagner le match de justesse.
Pendant la finale du tournoi contre les Luca Goers, des monstres envahissent le stade. Les gardiens défendent les gens du mieux qu'ils peuvent. C'est alors qu'apparaît Auron, qui détruit les grands monstres de sa longue épée et apporte son soutien à Tidus et Wakka. Mais le nombre de monstres est trop grand, et quand ils croyaient tout perdu, Seymour Guado, de son balcon, invoque une Chimère qui détruit tous les monstres rapidement.
Alors que les gardiens se précipitent vers Yuna, Auron prend Tidus à part. Le blitzeur, furieux de ce qu'il lui arrive, accuse Auron d'être à l'origine de tout. Le guerrier ne bronche pas, et révèle pourquoi il l'a amené sur Spira : Jecht est devenu Sin, et c'est à Tidus de le détruire. Le jeune homme est sonné. Auron ne lui laisse pas le temps d'encaisser la nouvelle, et ils rejoignent Yuna pour devenir ses nouveaux gardiens. La jeune femme accepte.
Au bout de la route de Mi'ihen, à la porte qui donne sur la Route des Mycorocs, ils sont bloqués par des soldats de Yevon, prétextant une grande opération militaire. Mais le pèlerinage de Yuna doit continuer. Seymour Guado en personne arrive avec sa suite, fait ouvrir la porte et invite Yuna à participer à l'opération. Yuna accepte une fois de plus.
Sur place, ils découvrent que des Al Bheds participent à l'opération Mi'ihen, une tentative de détruire Sin avec des machines, un tabou dans les préceptes de Yevon. Wakka va alors interroger Seymour, qui lui conseille de les ignorer. Tous sont surpris, mais seul Tidus se méfie vraiment. Au quartier général de l'opération, Kinoc, une vieille connaissance de Auron devenu Maître de Yevon, lui confie que l'objectif de l'opération Mi'ihen est pourtant louable : détruire Sin. Pour cela, ils vont l'attirer grâce à une squame de Sin captive, puis vont l'attaquer de front avec des machines Al Bhedes et des armes blanches pour les Bannisseurs. Mais un dysfonctionnement du système libère la squame, et Yuna et ses gardiens doivent la détruire. Sin arrive et décime les troupes présentes. Tidus va pour l'attaquer, mais il ressent encore la présence de son père, et s'évanouit. La squame renaît, et ce sont Yuna, Auron et Seymour qui s'en chargent définitivement. Quand Tidus revient à lui, il ne peut que constater le désastre et reprendre la route avec Yuna.
Plus loin, ils arrivent au Temple de Djose, où la plupart des blessés de l'opération se sont réfugiés. Là, alors que Yuna se dirige vers la Salle des épreuves, un autre Invokeur, Isaaru, accompagné de ses frères et gardiens, Maroda et Pacce confient à Tidus que des Invokeurs ont mystérieusement disparu durant leur pèlerinage. L'équipe subit donc l'épreuve avant de repartir le lendemain, après une longue nuit où l'Invokeur a soigné les blessés. Sur la route, ils retrouvent Biran et Yenke, les deux Ronsos, qui informent Kimahri des disparitions d'Invokeurs. Plus loin, ils arrivent au fleuve Sélénos. Durant la traversée, alors qu'ils discutent de ces disparitions, Yuna se fait enlever par une machine sous-marine. Tidus et Wakka plongent et la libèrent, en détruisant le robot. Sur l'autre rive, Tidus retrouve Rikku, qui n'était autre que la pilote de la machine qui voulait enlever Yuna. Après discussion, Rikku devient le 6e gardien de Yuna.
Ils arrivent finalement à Guadosalam, la cité des Guados. Là, Tromell, le majordome de Seymour, les invite à se rendre chez lui, ce qui surprend l'équipe : Guadosalam n'est qu'un lieu de passage pour les Invokeurs. Dans la demeure, en attendant le Maître de Yevon, Lulu raconte à Tidus que Seymour est le fils de Maître Jyscal, Maître de Yevon décédé il y a quelque temps, et d'une humaine, d'où son apparence. À l'intérieur, Seymour montre à l'équipe une reproduction de Zanarkand, l'antique ville-machine, et surtout une scène fictive entre Yunalesca, le premier des Grands Invokeurs, et son mari Zaon. Il fait allusion à leur amour qui permit de vaincre Sin, ce qui lui offre une occasion de faire une proposition à Yuna : une demande en mariage. Cette demande surprend tout le monde, et Auron s'y oppose, disant qu'un Invokeur doit continuer son pèlerinage. Yuna ne répond rien, et quitte la demeure.
Avant de repartir, Yuna souhaite aller dans l'Au-delà, où elle pourrait réfléchir à la proposition. Kimahri, Wakka, Lulu et Tidus la suivent, Auron et Rikku préférant rester dehors. Après y avoir passé quelque temps, ils quittent le lieu, quand l'esprit de Jyscal tente de sortir de l'Au-delà. Yuna le renvoie, mais il laisse derrière lui une sphère dont Yuna s'empare. Peu après, ils partent pour la Plaine foudroyée, car Seymour est parti pour le temple de Macalania.
Au Comptoir de Rin de la Plaine foudroyée, Yuna s'isole dans sa chambre. Tidus écoute à la porte, et entend qu'il s'agit d'une sphère de Jyscal. Mais Wakka intervient, et sermonne Tidus. Plus tard, à l'orée de la forêt de Macalania, Yuna annonce qu'elle va épouser Seymour. Cette décision surprend tout le monde, mais quand elle dit qu'elle continuera son voyage, Auron semble rassuré.
À la sortie du bois, ils retrouvent Tromell et les Guados, qui veulent accompagner Yuna seule au temple. Mais les Al Bheds débarquent et envoient une machine que Yuna et ses gardiens détruisent. Les Al Bheds menacent alors Rikku, qui doit révéler à Wakka qu'elle est Al Bhed, et même la cousine de Yuna. Mais l'Invokeur et les Guados sont déjà partis, et les gardiens chevauchent des machines pour se rendre au temple de Macalania. Là, ils apprennent que Yuna est dans la Salle des épreuves avec Seymour. Mais une femme sort horrifiée d'une salle du temple, et quand les gardiens s'y rendent, ils trouvent la sphère de Jyscal. De l'Au-delà, il a laissé un message disant qu'il a été tué par son fils Seymour, que celui-ci chercherait à s'emparer de plus en plus de pouvoir et qu'il fallait l'arrêter. Les gardiens courent alors rejoindre leur Invokeur, mais Wakka, jusque-là fervent partisan de l'Église de Yevon, semble très affecté par ce message. Dans l'Antichambre, alors que Yuna sort de la Chambre du priant, les gardiens font avouer sans peine à Seymour ses crimes. Et quand il demande pourquoi Yuna a accepté le mariage, elle répond simplement qu'elle voulait essayer de le raisonner. Les gardiens sont donc contraints d'affronter Seymour, et le tuent. Quand Tromell découvre ce qui vient de se passer, il emporte le corps de son maître, détruit la sphère de Jyscal, et lance les Guados à la poursuite de l'équipe, désormais jugés hérétiques. Durant leur fuite, ils tombent sur un Wendigo, qui brise la glace du lac gelé, et les compagnons tombent dans les profondeurs. À leur réveil, ils sont sains et saufs. Wakka ne revient pas de ce qu'il vient de faire, Rikku, Lulu et Kimahri s'inquiètent pour Yuna, Auron et Tidus discutent à part, chose qu'ils n'ont pas pu faire depuis longtemps. Et alors qu'ils se décident à se rendre à Bevelle, Sin apparaît. Il demeure calme pourtant. Soudain, tous s'évanouissent.
Quand Tidus revient à lui, il est dans une oasis en plein désert. Il retrouve peu à peu les autres gardiens et Rikku explique la situation : ils ont atterri dans le désert de Sanubia, sur l'île de Bikanel, loin du continent. Elle connaît cette île car c'est la terre d'asile des Al Bheds. Ainsi, les gardiens suivent la jeune fille jusqu'au Refuge Al Bhed, où elle est persuadée de retrouver Yuna.
À leur arrivée, les Guados sont là, et avec leur magie, détruisent le Refuge et tuent nombre d'Al Bheds. Les gardiens se rangent du côté Al Bhed, mais doivent fuir sur ordre du dirigeant des lieux. Sur leur chemin, ils atteignent la Salle des Invokeurs, mais Yuna n'est pas là. Devant l'incompréhension de Tidus, Rikku lui révèle que si les Al Bheds enlèvent les Invokeurs, c'est pour leur éviter la mort lors de l'invocation de l'Ultime Chimère. Tidus réalise alors la tâche et le sacrifice choisis par Yuna, et s'en veut terriblement. Isaaru et Dona, présents, tentent de le consoler, mais il n'y a plus le temps : il faut fuir. Tous les survivants embarquent sur un vaisseau, décollent, et les Al Bheds sont réduits à détruire leur propre Refuge.
À bord du Vaisseau, Tidus rencontre le chef des Al Bheds, Cid, le père de Rikku. Il charge Tidus de trouver une solution pour détruire Sin sans que sa nièce Yuna ne doive se sacrifier. En attendant, il va la rechercher. Tidus parle avec les autres gardiens qui ne savent pas quoi faire. Et alors qu'il va voir les blessés embarqués sur le Vaisseau, Cid localise Yuna : elle est à Bevelle, le siège de Yevon, et son mariage avec Seymour est en train de se dérouler. Le Vaisseau fonce sur la ville, les gardiens débarquent, mais quand ils arrivent, les soldats dirigés par Kinoc les stoppent, munis d'armes normalement interdites. Le mariage se termine donc, et tous fuient vers le temple de la ville. Là, les gardiens retrouvent Yuna dans la Chambre du Priant, où elle obtient la Chimère Bahamut. Mais quand ils sortent, Kinoc fait irruption et les arrête.
Pendant leur procès, menés par les maîtres de Yevon, Seymour, Kinoc, Kelk Ronso et le Grand maître Mika, Yuna tente d'accabler Seymour, l'accusant d'avoir tué son père et d'être un Errant, une âme rattachée au monde des vivants mais suffisamment forte pour ne pas devenir un monstre. Mais Mika et Kinoc le savaient, et Mika est en réalité lui aussi un Errant. Kelk Ronso l'apprend cependant, et semble affecté. L'équipe stupéfaite est alors condamnée à être envoyée dans la Via Purifico, un sort considéré comme pire que la mort. Yuna retrouve Lulu, Kimahri et Auron dans le labyrinthe. Ils atteignent la sortie, où les attend Isaaru, qui provoque un duel d'Invokeurs, remporté par Yuna. Quand ils sortent, ils retrouvent Tidus, Wakka et Rikku, mais aussi Seymour, qui vient de tuer Kinoc. Seymour montre alors sa puissance, et Kimahri se dévoue pour couvrir la fuite des autres avant de faire demi-tour et prêter main-forte au Ronso pour vaincre le maître de Yevon.
Plus tard, alors qu'ils trouvent refuge dans la forêt de Macalania, Tidus rejoint Yuna et s'excuse pour tout ce qu'il a pu dire, et lui promet de la sauver. Ils rejoignent les autres, passent la nuit dans la forêt, et partent le lendemain pour la Plaine Félicité.
La Plaine Félicité est le lieu où les Invokeurs ont choisi d'affronter Sin, en raison de son étendue et de sa population inexistante. Ce lieu a déconcerté nombre d'Invokeurs par le passé, mais Yuna est sûre d'elle, et l'équipe traverse la plaine pour rejoindre le pied du mont Gagazet, la terre du peuple Ronso. Maître Kelk Ronso, qui a quitté Bevelle après le procès de Yuna, les reçoit et leur barre la route. Yuna, bien qu'elle soit vue comme hérétique, le convainc de les laisser continuer. Mais à leur tour, Biran et Yenke barrent le chemin de Kimahri, qui est la honte des Ronsos. Pour passer, le gardien Ronso doit les vaincre en combat singulier, et y parvient. Il peut donc suivre Yuna et les autres gardiens. Au sommet, Seymour réapparaît, et révèle à tous que Sin est en fait Jecht, le père de Tidus. Après l'avoir encore vaincu, Tidus doit confirmer, mais ne sait toujours pas comment cela a pu se passer. Plus loin, sur la falaise des Priants, Tidus s'évanouit et rencontre un des Priants qui lui raconte une partie de l'histoire passé de Spira : il y a 1 000 ans, une guerre eut lieu entre la ville-machine de Bevelle et les Invokeurs de Zanarkand. Alors qu'ils allaient être vaincus, les habitants de Zanarkand se sont sacrifiés, sont devenus des Priants et ont invoqué non pas Sin, mais leur souvenir de Zanarkand, une illusion, un rêve, dont viennent Jecht et Tidus lui-même. Le jeune gardien revient à lui, et encore sonné, continue sa route.
Ils atteignent finalement les ruines de Zanarkand, où après une halte, ils se décident à aller jusqu'au bout. Dans le temple, ils voient les esprits des Invokeurs du passé, notamment Yocun et Braska, Grands Invokeurs, mais aussi Seymour enfant avec sa mère. Une fois dans l'Antichambre, ils constatent qu'il n'y a pas de Priant. L'esprit de Yunalesca, le premier Invokeur qui a vaincu Sin, apparaît, et explique que Yuna doit choisir l'un de ses gardiens pour devenir son Priant, afin qu'elle obtienne l'Ultime Chimère. Quand ils la rejoignent, Yuna demande à Yunalesca si une fois vaincu, Sin reviendra. Yunalesca répond par l'affirmative, mais Yuna refuse de sacrifier l'un de ses gardiens, et ils détruisent l'esprit de Yunalesca. Alors qu'ils quittent les lieux, Auron révèle à Tidus qu'il est en fait un Errant, resté pour tenir la promesse faite à Jecht de protéger son fils. Justement, dehors, Sin les attend. Tidus lui parle, le calme, et il part. Le Vaisseau Al Bhed apparaît alors, et l'équipe embarque.
À bord, les gardiens se mettent d'accord : tous pensent que Mika en sait plus qu'il ne veut bien le dire sur la véritable nature de Sin. Il leur apprend alors que Sin est une armure pour Yu Yevon, le père de Yunalesca, qui a utilisé l'invocation des habitants de Zanarkand pour vaincre l'armée de Bevelle. Et pour créer Sin, il a utilisé Zaon comme Priant, que Yunalesca a appelé pour créer l'Ultime Chimère, et Yu Yevon a fusionné avec elle pour créer Sin. Les gardiens comprennent ainsi comment Jecht est devenu Sin. Les gardiens trouvent alors une stratégie : créer une brèche dans Sin afin de tuer Yu Yevon. Mais il reste le problème d'affronter Sin. La personnalité de Jecht étant encore en lui, ils vont utiliser l'Hymne des Priants, qui est devenue une chanson dans la Zanarkand des Priants, et qui semble apaiser Sin. Tidus et Yuna retournent à Bevelle pour demander conseil au Priant du temple, et demander au maximum de personnes de chanter l'Hymne.
Et la stratégie fonctionne : alors qu'ils vont attaquer Sin, qui se tient sur la Plaine Félicité, l'Hymne des Priants retentit dans tout Spira, et l'équipe parvient à pénétrer à l'intérieur de Sin. Alors qu'ils recherchent Yu Yevon, ils trouvent l'esprit de Seymour, qu'ils détruisent une dernière fois avant de l'envoyer dans l'Au-delà. Enfin, après avoir parcouru les chemins tortueux de Sin, ils retrouvent l'esprit de Jecht, qu'ils doivent détruire. Apparaît alors Yu Yevon, qui fusionne avec chacune des Chimères de Yuna pour tenter de survivre, mais ils les détruisent tour à tour. Et les gardiens, soutenus par les Priants, le détruisent.
À bord du Vaisseau, une fois que tout est fini, Yuna exécute la dernière Cérémonie d'Accompagnement, et Auron et Tidus doivent partir pour l'Au-delà, ce qui brise le cœur de tous, surtout de Yuna. Ils s'étreignent une dernière fois, tandis que le corps de Tidus commence à se dématérialiser. Plus tard, à Luca, une cérémonie est organisée pour le Grand Invokeur Yuna et ses gardiens, qui ont permis l'avènement de l'Éternelle Félicité. Dans son discours, Yuna invite la population à regarder vers l'avenir et à reconstruire leur monde, sans pour autant oublier les disparus et les rêves évanouis.
Le jeu se termine sur l'image de Tidus au fond de l'eau, en position fœtale, se réveillant soudain et remontant à la surface.

## Système de jeu

### Un RPG
Comme les précédents épisodes de la série, Final Fantasy X utilise une vue à la troisième personne. On note l'apparition de la carte sur l'écran, qui n'était pas présente précédemment. Lorsque le héros rencontre un ennemi, l'écran se transforme en terrain de combat. Les joueurs peuvent toujours faire évoluer les personnages en affrontant des adversaires et en obtenant divers objets. Néanmoins, le traditionnel système de Points de compétence a été abandonné au profit d'un tout nouveau système appelé « sphérier ».
Final Fantasy X se différencie des précédents épisodes dans la présentation du monde dans lequel le joueur évolue : auparavant, le joueur parcourait ce qu'on pourrait appeler une « carte interactive » (l'atlas), sur laquelle se trouvaient, à échelle réduite, les différents endroits qu'il était possible de visiter. Pour Final Fantasy X, les développeurs ont choisi une approche plus réaliste. Ainsi, tous les endroits où le joueur peut se rendre sont physiquement « connectés » les uns aux autres. Le joueur passe donc d'un endroit à l'autre sans passer par l'atlas. À partir d'un certain moment du jeu, le joueur peut cependant contrôler un vaisseau aérien qu'il peut utiliser pour se rendre instantanément d'un endroit à un autre en choisissant sa destination sur une carte de Spira mais cela n'arrive que tard au cours de l'histoire.

### Système de combat et d'évolution
Final Fantasy X utilise un nouveau mode de combat, appelé « combat en tour d'action par battements » (CTB, en anglais conditional turn-based battle system), qui remplace le traditionnel combat en temps réel (ATB, acronyme de active time battle). Le CTB permet au joueur d'avoir une approche plus stratégique des combats, puisqu'il dispose d'un temps illimité pour décider de l'action à faire, et donc de l'issue du combat. Le temps est donc constamment figé, sauf lorsque le joueur ou l'adversaire effectue une action. En haut à droite de l'écran se trouve la fenêtre CTB qui indique l'ordre dans lequel les protagonistes vont jouer.
Seuls trois personnages sont jouables à l'écran, contrairement à Final Fantasy IX qui en proposait quatre simultanément. À tout moment, le joueur peut changer de personnage en appuyant sur L1.
Durant les combats, une barre est visible sous les points de vie (HP) et de magie (MP) de chacun de vos personnages. Lorsque la barre est pleine, le personnage en question peut lancer son overdrive, qui est une attaque spéciale infligeant des dégâts ou des effets beaucoup plus importants qu'une attaque normale. Ce sont les équivalents des limites de Final Fantasy VII et Final Fantasy VIII, ou des transes de Final Fantasy IX. Une nouveauté est introduite ici : un overdrive – à l'exception de ceux de Yuna, Kimahri et Rikku – entraîne le lancement d'un mini-jeu, exigeant une certaine manipulation pour fonctionner.
Il existe différentes manières de remplir sa jauge d'overdrive. Si au début du jeu, ce sont les coups encaissés par le personnage qui font grimper sa jauge, d'autres moyens apparaissent en cours de partie (en esquivant des attaques, en soignant un partenaire, quand un allié subit des dégâts…).
Le système d'évolution de Final Fantasy X est unique en son genre. Contrairement aux jeux traditionnels, il n'y a pas de niveaux liés à un certain nombre de point d'expérience (XP) qui influencent les caractéristiques des héros du jeu. De plus, n'importe quel personnage peut apprendre n'importe quelle compétence, plus ou moins facilement suivant le héros.
Dans FFX, chaque personnage possède un niv.E (niveau d'évolution), qui peut aller jusqu'à 99 au maximum. Ces niv.E déterminent le nombre de déplacements possibles sur le sphérier (par exemple 5 niv.E = déplacement de 5 cases possible). Le joueur doit combattre des ennemis afin d'obtenir des PC (points de compétence), qui lui permettent de passer d'un niv.E à l'autre, et donc d'obtenir des déplacements sur le sphérier.
Le sphérier, accessible depuis le menu principal, se présente sous la forme d'un grand plateau sur lequel se trouvent des centaines de cases (appelées sphères d'évolution) reliées les unes aux autres par des lignes. On trouve différents types de sphères d'évolution :
- des sphères qui augmentent les caractéristiques : HP, MP, force, constitution, magie, esprit, rapidité, esquive, précision et chance.
- des sphères qui permettent d'apprendre de nouvelles attaques et compétences : spéciaux, techniques, magie blanche, magie noire.
- il existe aussi des limitosphères, qui bloquent certains passages sur le sphérier, déblocables avec des sphères spéciales.

Pour activer ces sphères d'évolution, le joueur a besoin de sphères, qu'il reçoit le plus souvent en fin de combat.
Ce système ressemble de loin à un plateau de jeu de société. Deux sphériers existent dans le jeu, le sphérier standard, qui guide les personnages vers des compétences et des augmentations de caractéristiques leur correspondant le mieux, et le sphérier expert, plutôt conseillé aux joueurs aguerris, place les personnages au centre du plateau et permet une plus grande liberté de mouvement. Avec ce sphérier, le joueur peut radicalement changer la nature des personnages.

## Développement

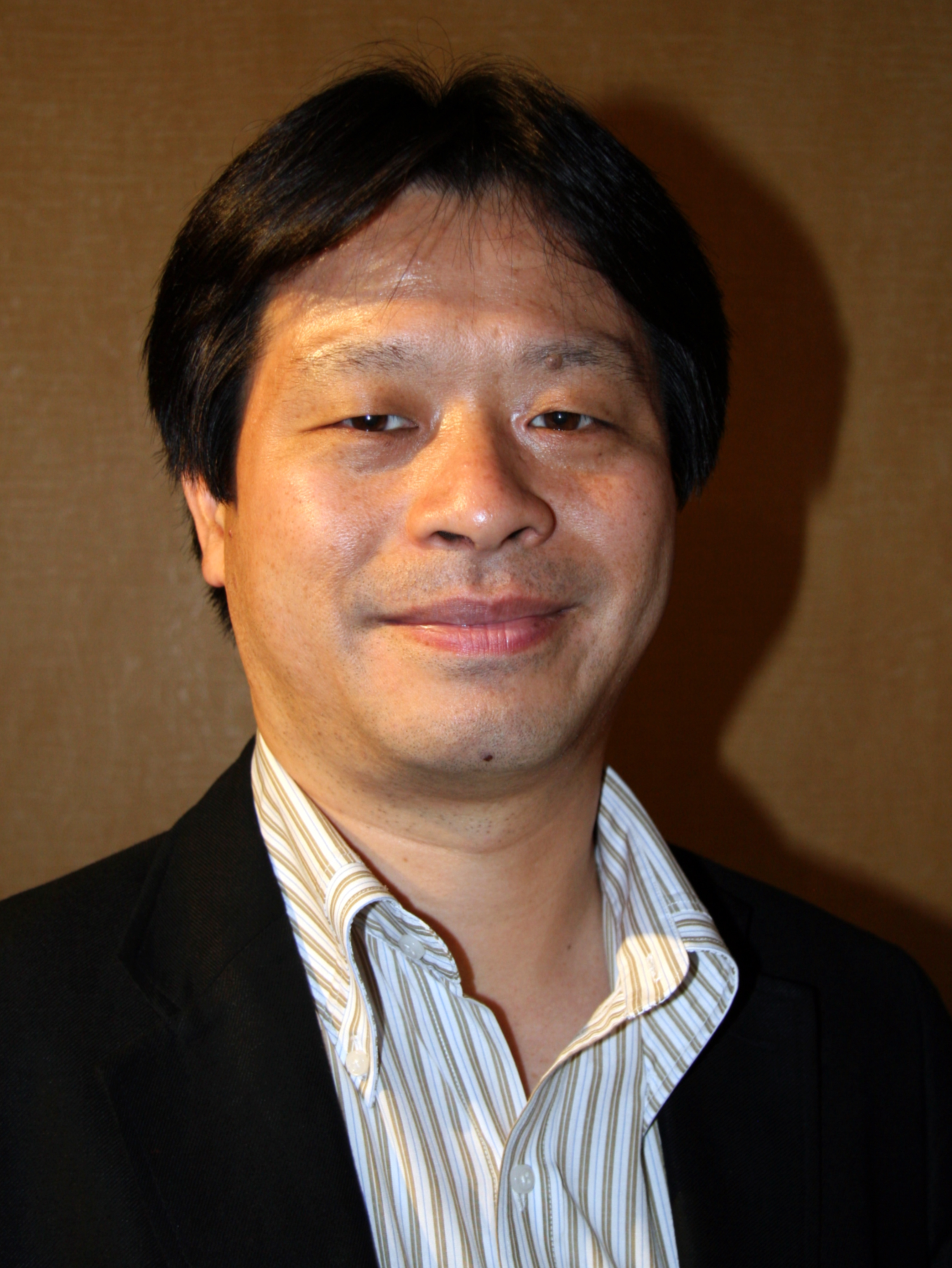
Yoshinori Kitase est le producteur du jeu.

### Graphismes
Les capacités de la PlayStation 2 ont permis aux développeurs de créer des environnements 3D rendus en temps réel, contrairement aux épisodes précédents (Final Fantasy VII, VIII et IX) où les décors étaient en 3D pré-rendus et sur lesquels étaient superposés des personnages en 3D. Le jeu conserve tout de même quelques écrans pré-rendus (notamment dans des endroits exigus, tels que des maisons)
Final Fantasy X fait aussi la part belle aux effets spéciaux en tout genre : effets de flou (blur), zooms, effets de lumière, etc.
On retrouve de nombreuses scènes cinématiques en images de synthèse (FMV, Full motion video) qui se déclenchent à des moments-clés du scénario.
Contrairement à son prédécesseur, Final Fantasy IX (pour lequel les personnages ont été dessinés selon le style Super Deformed, où les proportions des personnages ne correspondent pas à la réalité), les personnages sont dessinées avec des proportions réalistes, de la même manière que ceux de Final Fantasy VIII. Square a en plus développé un système complexe d'animation faciale afin de rendre les expressions du visage des personnages aussi réalistes que possible.

### La création de Spira
Le monde de Spira est différent des mondes représentés dans les précédentes Final Fantasy qui étaient plutôt du style européen ou médiéval. Spira est plus proche d'un environnement asiatique (Asie du Sud-Est pour être précis), notamment sur l'aspect de la végétation, des lieux, de l'architecture... etc. Par exemple, les noms de certains des personnages principaux sont d'origine japonaise ou aïnou : « Yuna » signifie « nuit », « Tidus » signifie « soleil », et « Wakka » signifie « eau ».
Le producteur Yoshinori Kitase a affirmé que certains joueurs de Final Fantasy VII et Final Fantasy VIII n'avaient pas apprécié l'atmosphère de science-fiction qui baignait ces deux jeux, et qu'ils désiraient « tout simplement un monde fantastique » (en anglais fantasy world). Pour Kitase, le mot « fantastique » (fantasy) ne désignait pas uniquement un monde obligatoirement européen et d'époque médiévale (dont s'inspire l'heroic fantasy, de même que Final Fantasy IX), il a donc tenté de donner une autre définition au mot fantasy. De plus, Tetsuya Nomura, chargé du design des personnages, avait exprimé le souhait de créer un monde dont les caractéristiques seraient principalement asiatiques. C'est ainsi que le monde de Spira est né dans l'esprit de ses créateurs.
Nomura a affirmé s'être inspiré principalement du Pacifique Sud, de la Thaïlande et du Japon pour la conception géographique et culturelle de Spira (surtout pour Besaid et Kilika)[réf. nécessaire]. Final Fantasy X emprunte aussi de nombreux éléments à d'autres cultures : mythologie arabe (la Chimère Ifrit), etc.[réf. souhaitée]
L'une des principales qualités de Final Fantasy X est son univers : avant lui, aucun autre épisode n'avait été aussi profond et étudié. Les créateurs ont mis un point d'honneur à ce que le jeu repose sur un contexte historique et culturel très solide donnant au bout du compte une grande crédibilité à l'aventure.

## Musique

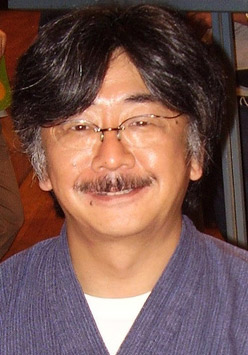
Nobuo Uematsu compose 51 des 89 morceaux présents dans le jeu.

La bande originale de Final Fantasy X a été composée par Nobuo Uematsu avec l'aide de Masashi Hamauzu et Junya Nakano, ce qui fait du jeu le premier titre de la licence dont la musique n'est pas composée par Uematsu seul.
Les musiques sont portées par la chanson-thème du jeu, Suteki Da Ne, écrite par Uematsu et Kazushige Nojima et interprétée par la chanteuse pop RIKKI. Deux autres titres sont devenus très populaires : To Zanarkand, un titre écrit par Uematsu écrit originellement pour un récital d'un de ses amis flûtistes, et Otherworld, la chanson d'ouverture au style metal, composée par Uematsu, sur des paroles d'Alexander O. Smith et interprétée par Bill Muir, leader du groupe xtillidiex.
Discographie tirée du jeu :
- Final Fantasy X Official Soundtrack
- Final Fantasy X Original Soundtrack
- Piano Collections Final Fantasy X
- Final Fantasy X Promo CD
- Final Fantasy X Suteki da ne
- Final Fantasy X Vocal Collection
- Final Fantasy X Yuna & Tidus Tribute Album

## Accueil

### Critiques
Le célèbre magazine japonais Famitsu a donné un 39/40 au jeu.
Cependant, à sa sortie le jeu n'a pas été exempt de critiques. En effet une partie des joueurs reproche au jeu l'absence de la « carte du monde » (cependant présente à la fin du jeu) et donc une linéarité trop prononcée et, plus rarement, un chara design trop « coloré » par rapport aux jeux précédents de la série (en particulier VII et VIII). Cette dernière critique étant minoritaire et ayant cessé avec le temps.

### Popularité
En dehors de l'aspect commercial, Final Fantasy X reste l'un des plus populaires de la série, terminant souvent dans le haut des classement et sondages des Final Fantasy les plus appréciés. Il est aussi régulièrement caractérisé de : « Final Fantasy le plus triste et émouvant » par les joueurs et médias vidéoludiques avec notamment le classement japonais des « jeux les plus tristes de tous les temps » dont il termine premier, avec « presque tous les messages mentionnant l'excellence de l'histoire, des personnages et de la bande originale ».
En raison de son statut d'un des RPG les plus vendus et de sa popularité, Final Fantasy X est considéré comme un des plus marquants du genre RPG et un titre emblématique du monde vidéoludique. Jeuxvideo.com le qualifie notamment de « monstre et mastodonte du J-RPG ». Les lecteurs magazine Famitsu l'ont même élu « meilleur jeu de tous les temps ». On peut remarquer que plus de dix ans après sa sortie, Final Fantasy X jouit toujours d'une certaine popularité, avec notamment la réédition faisant en une semaine des ventes supérieures aux ventes totales de Lightning Returns: Final Fantasy XIII au Japon, étonnant pour un remaster alors que Lightning Returns est un jeu inédit. Cette réédition est donc le remaster HD le plus vendu toutes plateformes confondues.
Certaines musiques de la bande originale ont également acquis une grande popularité, le célèbre thème To Zanarkand a été utilisé pour la campagne de Eva Joly lors des présidentielles de 2012 et est devenue un morceau très apprécié de la série.
En février 2020, la chaîne japonaise NHK Anime World a diffusé une émission rendant hommage à la série Final Fantasy. Pour l'occasion, elle organisa un grand sondage au sein du Japon réunissant près de 470 000 votes. Les japonais purent ainsi désigner leurs jeux, boss, musiques etc. favoris de la série Final Fantasy. Dans la catégorie jeux préférés, Final Fantasy X termine premier devant Final Fantasy VII et Final Fantasy VI.,

### Prix
Final Fantasy X a reçu le titre de « meilleur jeu » aux Japan Games Awards de 2001-2002.

## Produits dérivés et versions alternatives

Logo de Final Fantasy X-2.

Une version internationale a vu le jour au Japon sous le nom de "Final Fantasy X : International". Elle est ensuite sortie en version PAL sous le nom de "Final Fantasy X" (c'est le jeu qui est sorti en Europe). Cette version diffère de la version NTSC (Nord-Américaine), puisqu'elle inclut de nouveau combats, comme ceux avec les Chimères Purgatrices (versions maléfiques des Chimères, voir chapitre sur les personnages plus haut), ainsi que de nouvelles scènes. La version japonaise inclut aussi un clip vidéo de douze minutes racontant l'histoire de Final Fantasy X ainsi que des éléments concernant sa suite, Final Fantasy X-2.
La version européenne comptait aussi un DVD bonus intitulé "Beyond Final Fantasy" ("Au-delà de Final Fantasy"). Ce disque comporte des interviews avec les créateurs du jeu, les producteurs et même deux acteurs qui ont assuré le doublage anglophone (James Arnold Taylor et Hedy Burress). On y trouve aussi deux bandes-annonces de Final Fantasy X, les previews de Kingdom Hearts, la bande-annonce cinéma du film Final Fantasy : Les Créatures de l'esprit, des artworks de Final Fantasy X (storyboards et illustrations), ainsi que le clip vidéo de "Suteki da ne" qui est la chanson du jeu, interprétée par Rikki.
Square Enix a même sorti après Final Fantasy X-2 un double-DVD racontant l'histoire du jeu. Les produits dérivés ont aussi été nombreux : figurines, bandes originales, guides de jeu, livres, etc. Square Enix a en outre sortie une série de trois livres (collection Ultimania) sur le jeu, qui contiennent des artworks, répondent à certaines questions concernant le scénario et comportant aussi des interviews des créateurs du jeu. Ces trois livres, nommés Final Fantasy X Scenario Ultimania, Final Fantasy X Battle Ultimania et Final Fantasy X Ultimania Omega, sont disponibles uniquement au Japon.
Un ouvrage s'intitulant La légende Final Fantasy X analysant « le scénario du jeu, sa création et ses mécaniques de gameplay » va être édité par les Éditions Pix'n Love et sera ainsi le quatrième épisode de la série dont l'éditeur aura consacré un ouvrage, après Final Fantasy VII, VIII et IX.